# Villouxel
Villouxel é uma comuna francesa na região administrativa do Grande Leste, no departamento de Vosges. Estende-se por uma área de 4.65 km². Em 2010 a comuna tinha 86 habitantes (densidade: 13 hab./km²).